# Nevado Ojos del Salado
Le Nevado Ojos del Salado est un volcan situé dans les Andes, sur la frontière entre l'Argentine (province de Catamarca) et le Chili (région d'Atacama), constituant le point culminant de ce dernier. Il s'élève dans le désert d'Atacama, à une altitude de 6 879 mètres qui fait de lui le plus haut volcan du monde et le deuxième sommet d'Amérique après l'Aconcagua. Bien que sa dernière éruption ne soit pas connue avec précision, il est considéré comme actif. Son ascension, qui présente peu de difficulté, a été réussie pour la première fois en 1937 par les Polonais Jan Alfred Szczepański et Justyn Wojsznis.

## Toponymie
Ojo est généralement traduit par « œil », en espagnol, mais il peut aussi signifier « source qui surgit d'une plaine ». Par ailleurs, le río Salado, dont le  nom est fréquemment utilisé dans la cordillère des Andes pour désigner une rivière salée, est un cours d'eau prenant sa source au pied de la montagne. Enfin, l'adjectif nevado signifie « enneigé » ; par substantivation, un nevado désigne plus particulièrement, en Amérique, une montagne couverte de neiges éternelles. Nevado Ojos del Salado doit donc, davantage que les « yeux de la plaine salée », plus exactement être traduit par « source enneigée de la rivière Salado ».

## Géographie

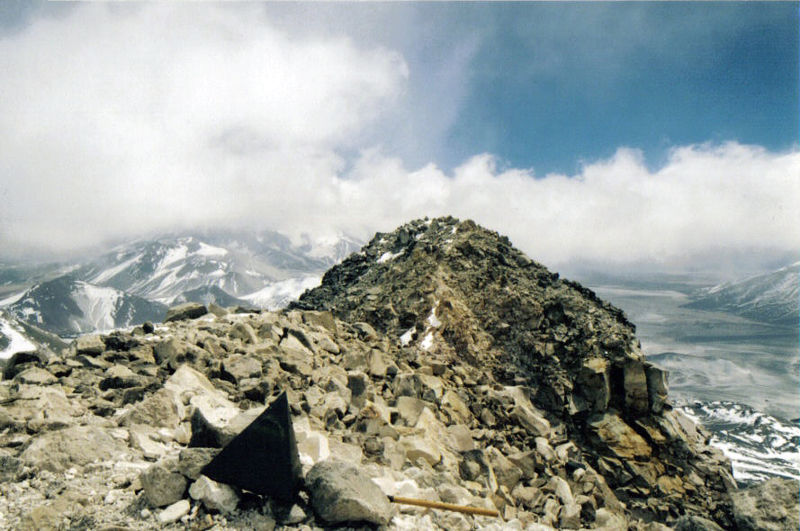
Vue du sommet du Nevado Ojos del Salado avec une borne géodésique au premier plan.

Le Nevado Ojos del Salado est situé dans le Nord-Est du Chili, dans la province de Copiapó de la région d'Atacama, et dans le Nord-Ouest de l'Argentine, dans le département de Tinogasta de la province de Catamarca, sur la frontière séparant les deux pays. Il se trouve à 180 kilomètres à l'est-nord-est de la ville de Copiapó et 300 kilomètres au nord-ouest de San Fernando del Valle de Catamarca, tandis que les capitales nationales respectives sont à 750 kilomètres au sud-sud-ouest et 1 200 kilomètres au sud-est. Le sommet s'élève dans la cordillère des Andes, dans le sud du désert d'Atacama, ce qui lui confère un climat aride et, malgré ses 6 879 mètres d'altitude, il est rarement recouvert de neige. Il constitue le point culminant du Chili et le deuxième plus haut sommet d'Amérique, après l'Aconcagua (6 962 m en Argentine), ce qui le place parmi les sept sommets secondaires. Il s'agit d'un volcan actif et du plus élevé des sept sommets volcaniques. Sa caldeira, largement ouverte en direction du nord/nord-ouest, renferme au moins cinq cratères et présente une activité fumerollienne dans le deuxième plus élevé. Un autre de ces cratères, sur le versant oriental, abrite à 6 390 mètres d'altitude l'étendue d'eau la plus haute au monde, un petit lac de cratère d'une centaine de mètres de diamètre et de quelques mètres de profondeur. Des cônes de scories et des coulées de lave d'andésite et de rhyolite, datant pour certaines de l'Holocène, recouvrent également le sommet.

## Histoire
La dernière éruption, certifiée par datation des dépôts d'éjectas, date de 700 ± 300 ans. Un ultime événement s'est produit en 1993 mais il se serait limité, selon les observations, à quelques explosions et des émissions de gaz sulfurés et de cendres pendant une durée de trois heures environ,,.
La première ascension est l'œuvre des Polonais Jan Alfred Szczepański et Justyn Wojsznis le 26 février 1937. En 1955, une approximation de l'altitude est effectuée et le sommet est estimé autour de 7 100 mètres ; malgré les sérieux doutes portant sur la mesure, il est alors déclaré plus haut sommet de l'hémisphère Sud et de l'hémisphère Ouest,. En 1956, une expédition chilienne, menée par le lieutenant à la retraite René Gajardo, atteint le sommet et en profite pour faire une estimation grossière avec un altimètre à 7 084 mètres,. Durant l'hiver, une expédition américaine, commanditée par l'American Alpine Club, effectue des relevés trigonométriques et ramène l'altitude à 6 885 mètres avec une marge d'erreur de trois mètres. Il faut attendre les années 1980 pour que cet ordre de valeur soit confirmé par mesure GPS.
Le 21 avril 2007, les Chiliens Gonzalo Bravo et Eduardo Canales Moya établissent alors un record d'altitude à bord d'un véhicule motorisé en atteignant 6 688 m, dépassant d'une quarantaine de mètres le précédent record établi le mois précédent par des Allemands. Ils sont détrônés le 22 janvier 2020 par Matthias Jeschke dans un Mercedes Unimog U 5023 avec une altitude de 6 694 m.
Une expédition franco-chilienne, organisée en avril 2007 par la revue Andes Magazine, l'agence Azimut 360 et l'IGM du Chili, « Quel sommet pour l'Amérique » (« A la búsqueda del techo de América ») détermine une altitude ellipsoïdale de 6 934 mètres, confirmant ainsi le Nevado Ojos del Salado comme le plus haut volcan du monde et le deuxième plus haut sommet du continent américain après l'Aconcagua.

## Ascension

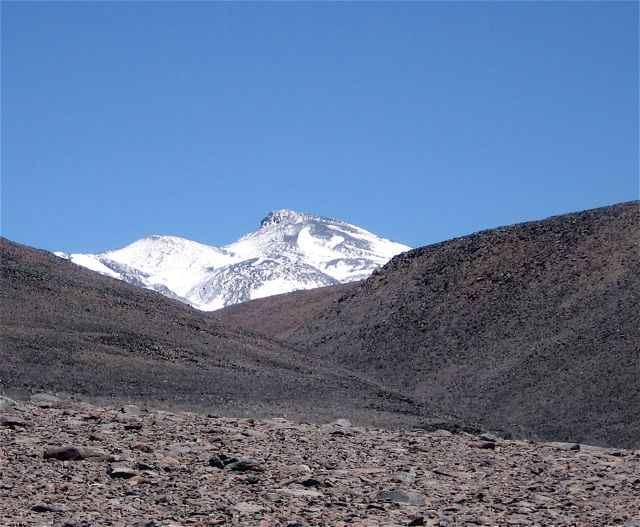
Vue de la face sud du Nevado Ojos del Salado.

La période de l'année la plus favorable pour réussir cette ascension est l'été austral, de novembre à mars. Pendant cette saison, le temps est généralement beau et moins venteux que le reste de l'année. Parfois, des orages se produisent mais ils ne durent pas plus d'une ou deux journées et ne déposent que rarement plus d'une dizaine de centimètres de neige. Pendant l'hiver austral, le vent souffle souvent fort et le froid y est bien plus intense[réf. souhaitée].

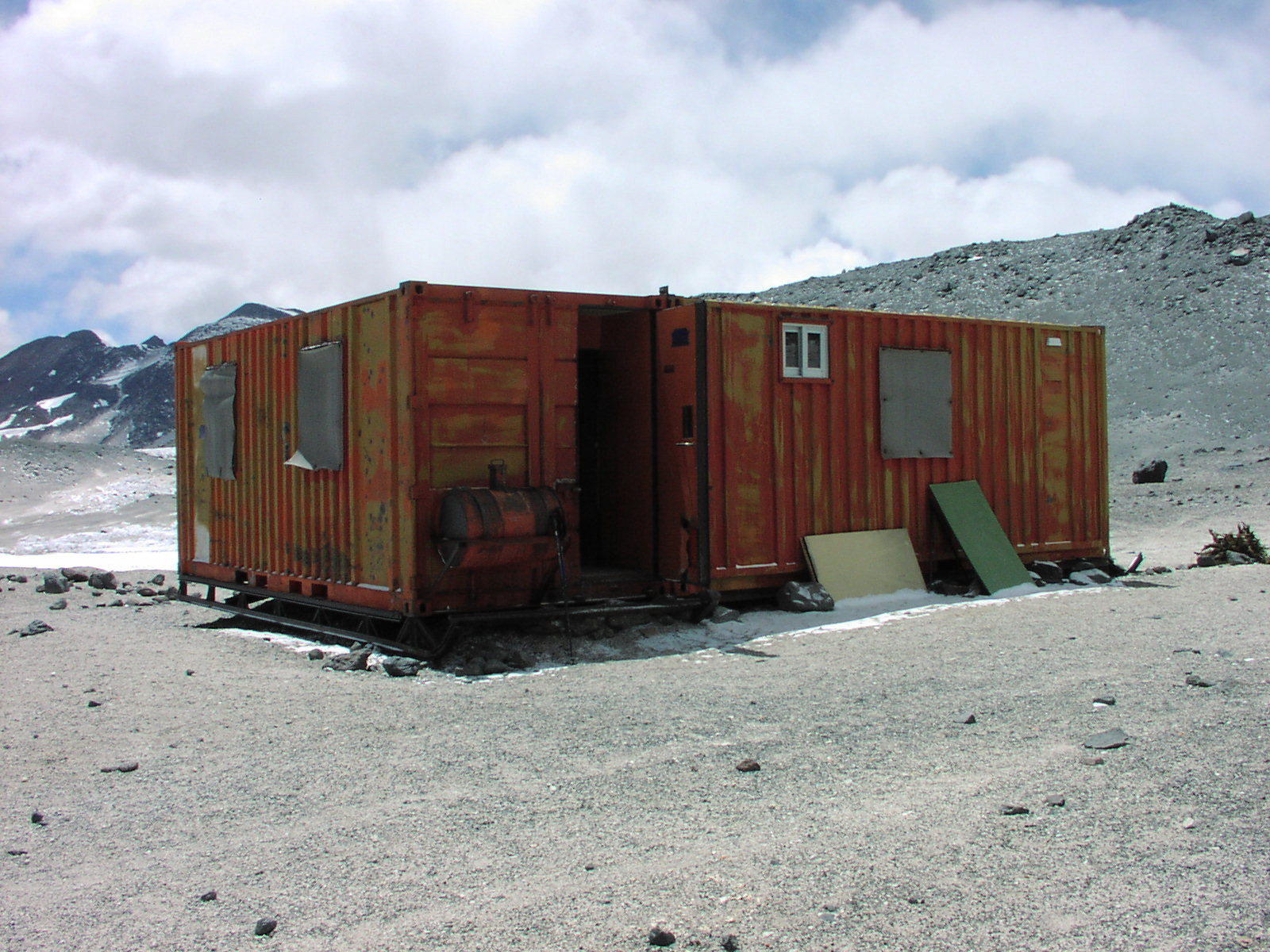
Vue du refuge Tejos.

Son ascension peut se faire sur le versant chilien via deux camps, le refuge Atacama vers 5 300 mètres d'altitude et le refuge Tejos à 5 833 mètres d'altitude, qui peuvent être reliés par véhicule motorisé. Le sentier qui mène au sommet, bien qu'il ne soit pas toujours très visible et traverse quelques névés, ne présente aucune difficulté technique. L'accès au sommet est possible après avoir contourné le cratère par la gauche puis gravi l'arête finale. Les dangers lors de cette ascension sont multiples : mal aigu des montagnes, déshydratation, vents violents pouvant dépasser les 160 km/h, froid intense entre -15 et −40 °C, terrain volcanique instable, etc.
L'ascension de l'Ojos del Salado peut également se faire du côté argentin au départ de Quemadito, accessible par la route provinciale qui va de Tinogasta au Paso de San Francisco. De Quemadito à l'Ojos, il y a une cinquantaine de kilomètres, il faut compter au moins une semaine à 10 jours aller-retour. L'ascension de l'Ojos Del Salados par le côté argentin ne présente pas de difficulté technique particulière, si ce n'est la longueur des étapes. Un service de mules est possible pour transporter le matériel à partir de Fiambala pendant l'été austral.